# Hori-san to Miyamura-kun
Hori-san to Miyamura-kun (jap. 堀さんと宮村くん) – shōnen-manga typu yonkoma z gatunku okruchy życia, napisana i ilustrowana przez HERO. Ukazywała się w internetowym magazynie Gangan Online wydawnictwa Square Enix od 2007 roku. Całość składa się z dziesięciu tomów. Materiał został zekranizowany w formie serii OVA.
Od 2012 wydawany jest sequel mangi, zatytułowany Hori-san to Miyamura-kun omake (jap. 堀さんと宮村くん おまけ).
Ponadto od października 2011 do marca 2021 na podstawie mangi powstawała seria zatytułowana Horimiya. Została zilustrowana przez Daisuke Hagiwarę, a jej rozdziały były publikowane w czasopiśmie Gekkan GFantasy. Serię tę zlicencjonowało wydawnictwo Waneko. Na podstawie tej mangi studio CloverWorks wyprodukowało serial anime, którego emisja trwała od stycznia do kwietnia 2021. Od lipca do września 2023 był emitowany serial uzupełniający pod tytułem Horimiya: Piece, który zawierał sceny i wątki, nieobecne w głównym serialu.

## Fabuła
Kyoko Hori w szkole wygląda na zwykłą nastolatkę, która jest dość popularna w klasie. Jednak nie ma czasu na spędzanie wolnego czasu ze znajomymi – po powrocie do domu pierze, gotuje i opiekuje się swoim młodszym bratem nie dbając o swój wygląd. Pewnego dnia przypadkowo spotyka swojego kolegę z klasy, odludka Izumiego Miyamurę, którego wizerunek polekcyjny także jest zupełnie inny.

## Bohaterowie
- Kyoko Hori (jap. 堀 京子 Hori Kyoko)

Seiyū: Asami Seto (OVA), Haruka Tomatsu (2020) 
Popularna szkolna gwiazda, która opiekuje się po godzinach szkolnych swoim domem i młodszym bratem. W domu dla wygody nie nosi makijażu i związuje włosy. Martwi się jednak, by nie zostać przyłapaną w takim stanie przez swoje koleżanki, gdy załatwia sprawunki na mieście.
- Izumi Miyamura (jap. 宮村 伊澄 Miyamura Izumi)

Seiyū: Yoshitsugu Matsuoka (OVA), Kōki Uchiyama (2020) 
W klasie nieco dziwny i mroczny samotnik, którego koledzy z klasy podejrzewają o bycie otaku, jednak tak naprawdę jest sympatyczny i miły. Swój wygląd na lekcjach traktuje jako przebranie by ukryć wszystkie kolczyki i tatuaże które posiada, by nie zostać wydalonym ze szkoły. Dzięki znajomości z Kyoko powoli zaczyna się otwierać na świat i zdobywać nowych znajomych.
- Sōta Hori (jap. 堀 創太 Hori Sōta)

Seiyū: Yumiko Kobayashi (OVA), Yuka Terasaki (2020) 
Młodszy brat Kyoko. Po tym jak przewraca się i rozbija sobie nos, zostaje przyprowadzony przez Izumiego do domu gdzie nalega na siostrę, by zapraszać nowego znajomego do domu.
- Yuki Yoshikawa (jap. 吉川 由紀 Yoshikawa Yuki)

Seiyū: Kana Ueda (OVA), Yurie Kozakai (2020) 
Przyjaciółka Kyoko. Była zainteresowana Izumim gdy przypadkowo zobaczyła go bez okularów i zupełnie go nie rozpoznała.
- Toru Ishikawa (jap. 石川 透 Ishikawa Toru)

Seiyū: Yoshimasa Hosoya (OVA), Seiichirō Yamashita (2020) 
Toru lubi Kyoko, zaprzyjaźnia się też z Izumim, gdy zauważa ta dwójka zbliżyła się do siebie. Izumi pomaga mu w wyznaniu uczuć Kyoko, ale ta odrzuca jego wyznanie.
- Shū Iura (jap. 井浦 秀 Iura Shū)

Seiyū: Hiro Shimono (OVA), Daiki Yamashita (2020) 
Koleżanka z klasy Kyoko i Izumiego.
- Kakeru Sengoku (jap. 仙石 翔 Sengoku Kakeru)

Seiyū: Nobunaga Shimazaki (OVA), Nobuhiko Okamoto (2020) 
Przyjaciel z dzieciństwa Kyoko i przewodniczący rady studenckiej. Chłopak Remi. Zaprzyjaźnia się z Izumim.
- Yuriko Hori (jap. 堀 百合子 Hori Yuriko)

Seiyū: Ai Kayano (2020) 
Matka Kyoko, pracoholiczka. Jedyne co potrafi ugotować to curry. Docenia bardzo pomoc Izumiego w opiece nad Sōtą.
- Kyōsuke Hori (jap. 堀 京介 Hori Kyōsuke) – ojciec Kyoko, który wspiera uczucie rodzące się pomiędzy Kyoko i Izumim.

Seiyū: Daisuke Ono (2020) 
- Sakura Kono (jap. 河野 桜 Kōno Sakura) – członkini rady studenckiej. Jest nieśmiała i cicha. Jest zauroczona Toru.

Seiyū: Yui Nomura (OVA) 
- Honoka Sawada (jap. 沢田 ほのか Sawada Honoka)

Seiyū: Kei Imoto (OVA), Momo Asakura (2020) 
- Remi Ayasaki (jap. 綾崎 レミ Ayasaki Remi)

Seiyū: Akiko Hasegawa (OVA), M·A·O (2020) 
Członkini rady studenckiej, choć przede wszystkim jej maskotka. Jest dobrą znajomą Sakury i dziewczyną Kakeru.
- Yuuna Okuyama (jap. 奥山 有菜 Okuyama Yuuna)

Seiyū: Aoi Koga (2020) 
Znajoma Sōty, która mu dokucza.
- Akane Yanagi (jap. 柳 明音 Yanagi Akane)

Seiyū: Jun Fukuyama (2020) 
- Kōichi Shindō (jap. 進藤晃一 Shindō Kōichi)

Seiyū: Taku Yashiro (2020) 
- Makio Tanihara (jap. 谷原マキオ Tanihara Makio)

Seiyū: Shōya Chiba (2020) 
- Motoko Iura (jap. 井浦基子 Iura Motoko)

Seiyū: Hisako Kanemoto (2020) 

## Manga
Manga publikowana była od 2007 roku w internetowym magazynie Gangan Online należącym do wydawnictwa Square Enix. Całość składa się z dziesięciu tomów.
| Nr | Data wydania (język japoński) | ISBN (język japoński)  |
| -- | ----------------------------- | ---------------------- |
| 1  | 22 października 2008          | ISBN 978-47-57524-19-4 |
| 2  | 21 lutego 2009                | ISBN 978-47-57524-95-8 |
| 3  | 22 lipca 2009                 | ISBN 978-47-57526-09-9 |
| 4  | 21 listopada 2009             | ISBN 978-47-57527-24-9 |
| 5  | 22 lutego 2010                | ISBN 978-47-57527-97-3 |
| 6  | 22 maja 2010                  | ISBN 978-47-57528-75-8 |
| 7  | 22 października 2010          | ISBN 978-47-57530-25-6 |
| 8  | 22 stycznia 2011              | ISBN 978-47-57531-21-5 |
| 9  | 21 maja 2011                  | ISBN 978-47-57531-98-7 |
| 10 | 22 grudnia 2011               | ISBN 978-47-57534-40-7 |

### Omake
| Nr | Data wydania (język japoński) | ISBN (język japoński)  |
| -- | ----------------------------- | ---------------------- |
| 1  | 21 lipca 2012                 | ISBN 978-47-57536-70-8 |
| 2  | 27 listopada 2012             | ISBN 978-47-57537-83-5 |
| 3  | 27 kwietnia 2013              | ISBN 978-47-57539-52-5 |
| 4  | 26 października 2013          | ISBN 978-47-57541-08-5 |
| 5  | 26 kwietnia 2014              | ISBN 978-47-57542-02-0 |
| 6  | 27 października 2014          | ISBN 978-47-57544-52-9 |
| 7  | 27 maja 2015                  | ISBN 978-47-57546-59-2 |
| 8  | 27 listopada 2015             | ISBN 978-47-57548-15-2 |
| 9  | 27 maja 2016                  | ISBN 978-47-57549-46-3 |
| 10 | 26 sierpnia 2017              | ISBN 978-47-57551-69-5 |
| 11 | 26 maja 2018                  | ISBN 978-47-57557-38-3 |
| 12 | 27 lutego 2019                | ISBN 978-47-57560-37-6 |
| 13 | 27 grudnia 2019               | ISBN 978-4-7575-6453-4 |
| 14 | 18 września 2020              | ISBN 978-4-7575-6863-1 |
| 15 | 16 lipca 2021                 | ISBN 978-4-7575-7374-1 |

### Horimiya
Seria zatytułowana Horimiya, którą zilustrował Daisuke Hagiwara była wydawana od 2011 roku. Kolejne rozdziały są publikowane w czasopiśmie Gekkan GFantasy. Ostatni rozdział tej mangi ukazał się w tym czasopiśmie 18 marca 2021 roku. 16 lipca 2021 roku ukazał się także dodatkowy rozdział, będący epilogiem opowieści.
Tom szesnasty został wydany także w edycji specjalnej z dodatkiem.
W Polsce serię wydało wydawnictwo Waneko.
| Nr | Język japoński       | Język japoński         | Język polski      | Język polski           |
| Nr | Data wydania         | ISBN                   | Data wydania      | ISBN                   |
| -- | -------------------- | ---------------------- | ----------------- | ---------------------- |
| 1  | 27 marca 2012        | ISBN 978-47-57535-43-5 | 15 września 2015  | ISBN 978-83-65229-07-6 |
| 2  | 27 listopada 2012    | ISBN 978-47-57538-06-1 | 13 listopada 2015 | ISBN 978-83-65229-08-3 |
| 3  | 27 kwietnia 2013     | ISBN 978-47-57539-51-8 | 18 stycznia 2016  | ISBN 978-83-65229-09-0 |
| 4  | 26 października 2013 | ISBN 978-47-57541-07-8 | 15 marca 2016     | ISBN 978-83-65229-10-6 |
| 5  | 26 kwietnia 2014     | ISBN 978-47-57542-97-6 | 16 maja 2016      | ISBN 978-83-65229-11-3 |
| 6  | 27 października 2014 | ISBN 978-47-57543-25-6 | 15 lipca 2016     | ISBN 978-83-65229-12-0 |
| 7  | 27 maja 2015         | ISBN 978-47-57546-58-5 | 15 września 2016  | ISBN 978-83-65229-13-7 |
| 8  | 27 listopada 2015    | ISBN 978-47-57548-14-5 | 15 listopada 2016 | ISBN 978-83-65229-14-4 |
| 9  | 27 maja 2016         | ISBN 978-47-57549-98-2 | 16 stycznia 2017  | ISBN 978-83-65229-15-1 |
| 10 | 26 listopada 2016    | ISBN 978-47-57551-67-1 | 16 marca 2017     | ISBN 978-83-65229-16-8 |
| 11 | 26 sierpnia 2017     | ISBN 978-47-57554-60-3 | 11 grudnia 2017   | ISBN 978-83-64891-44-1 |
| 12 | 26 maja 2018         | ISBN 978-47-57557-31-4 | 12 września 2018  | ISBN 978-83-8096-463-1 |
| 13 | 27 lutego 2019       | ISBN 978-47-57560-32-1 | 30 maja 2019      | ISBN 978-83-80966-35-2 |
| 14 | 27 grudnia 2019      | ISBN 978-4-7575-6452-7 | 2 kwietnia 2020   | ISBN 978-83-8096-841-7 |
| 15 | 18 września 2020     | ISBN 978-4-7575-6848-8 | 15 stycznia 2021  | ISBN 978-83-8096-994-0 |
| 16 | 16 lipca 2020        | ISBN 978-4-7575-7282-9 | 22 listopada 2021 | ISBN 978-83-8242-171-2 |

Drugi tom mangi Horimiya do 2 grudnia 2012 został sprzedany w ponad 43 tysiącach kopii. Trzeci tom do 4 maja 2013 roku został sprzedany w ponad 75 tysiącach kopii, natomiast czwarty tom do 10 listopada 2013 roku sprzedano w ponad 96 tysiącach kopii. Piąty tom do 11 maja 2014 roku sprzedano w ponad 171 tysiącach kopii.
Tom szósty osiągnął drugie miejsce na listach sprzedaży i do 16 listopada 2014 roku sprzedano ponad 208 tysięcy kopii tego tomu. Tomy od siódmego do dziesiątego również sprzedano w ponad 200 tysiącach kopii w ciągu trzech tygodni od premiery każdego z nich.
Manga Horimiya była szóstą najbardziej polecaną mangą w 2014 roku według pracowników księgarni w Japonii.

## Anime

### OVA
Na podstawie mangi Hori-san to Miyamura-kun wyprodukowano serię OVA, składającą się z sześciu odcinków. Scenariusz do wszystkich odcinków zaadaptowała Yuniko Ayana, a za projekt postaci odpowiedzialny był Kenichi Kutsuna. Muzykę do serii skomponował Nobutaka Yoda. Pierwsze dwa odcinki wyprodukowało studio Hoods Entertainment, trzeci studio Marone, czwarty i piąty studio Gonzo, natomiast ostatni Studio Kai.

#### Ścieżka dźwiękowa
| Nr             | Tytuł                                | Wykonawcy           | Źródło         |
| Napisy końcowe | Napisy końcowe                       | Napisy końcowe      | Napisy końcowe |
| -------------- | ------------------------------------ | ------------------- | -------------- |
| 1              | „Shirotsumekusa” (jap. シロツメクサ) | Asami Seto          | [ 79 ] [ 80 ]  |
| 2              | „Ameoto” (jap. 雨音)                 | Yoshitsugu Matsuoka | [ 79 ] [ 80 ]  |
| 3              | „Shiranai sekai” (jap. 知らない世界) | Asami Seto          | [ 79 ] [ 80 ]  |
| 4              | „Himawari” (jap. 向日葵)             | Yoshitsugu Matsuoka | [ 79 ] [ 80 ]  |
| 5              | „Kiseki” (jap. 軌跡)                 | Asami Seto          | [ 79 ] [ 80 ]  |
| 6              | „Yasashii uta” (jap. 優しい歌)       | Asami Seto          | [ 79 ] [ 80 ]  |

#### Lista odcinków OVA
| Nr | Tytuł                                                                 | Reżyseria                    | Scenariusz   | Premiera         |
| -- | --------------------------------------------------------------------- | ---------------------------- | ------------ | ---------------- |
| 1  | Shingakki (新学期)                                                    | Shingo Natsume               | Yuniko Ayana | 26 września 2012 |
| 2  | Totsuzen no ame (突然の雨)                                            | Erukin Kawabata              | Yuniko Ayana | 25 marca 2014    |
| 3  | Suki da (好きだ)                                                      | Tetsuo Hirakawa              | Yuniko Ayana | 25 marca 2015    |
| 4  | Hori-san to Miyamura-kun: Natsu kaze (堀さんと宮村くん -夏風邪-)      | Kazuya Aiura Akira Nishimori | Yuniko Ayana | 14 grudnia 2018  |
| 5  | Hori-san to Miyamura-kun: Manatsu hi (堀さんと宮村くん -真夏日-)      | Kazuya Aiura                 | Yuniko Ayana | 25 maja 2021     |
| 6  | Hori-san to Miyamura-kun: Yasashii hito (堀さんと宮村くん -優しい人-) | Kazuya Aiura                 | Yuniko Ayana | 25 maja 2021     |

### Seria telewizyjna
17 września 2020 uruchomiono oficjalną stronę internetową, za pośrednictwem której ogłoszono powstawianie animowanej adaptacji mangi Horimiya autorstwa Daisuke Hagiwary. Reżyserem serii został Masashi Ishihama, za animację odpowiedzialne było studio CloverWorks, za scenariusz Takao Yoshioka, projekty postaci wykonał Haruko Iizuka, a za muzykę odpowiada Masaru Yokoyama. Anime było emitowane od 10 stycznia do 4 kwietnia 2021 w Tokyo MX i innych stacjach. Motyw otwierający, zatytułowany „Shiawase” (jap. 幸せ), zaśpiewał Yoh Kamiyama, natomiast końcowy, „Yakusoku” (jap. 約束), wykonał zespół Friends.
Druga seria anime, zatytułowana Horimiya: Piece, została ogłoszona 25 marca 2023 podczas targów AnimeJapan. Zawiera ona historie z mangi, które nie zostały zaadaptowane w poprzedniej serii. Emisja rozpoczęła się 1 lipca i zakończyła 23 września 2023. Motywem otwierającym jest „Shiawase” (jap. 幸せ) w wykonaniu Omoinotake, końcowym zaś „URL” autorstwa Ami Sakaguchi.

#### Lista odcinków
| Nr | Tytuł                                                                                          | Reżyseria                                     | Scenariusz         | Premiera         |
| -- | ---------------------------------------------------------------------------------------------- | --------------------------------------------- | ------------------ | ---------------- |
| 1  | A Tiny Happenstance Hon no, sasaina kikkake de. (ほんの、ささいなきっかけで。)                 | Masashi Ishihama                              | Takao Yoshioka     | 10 stycznia 2021 |
| 2  | You Wear More Than One Face Kao wa, hitotsu dake ja nai. (顔は、ひとつだけじゃない。)          | Yoshiko Okuda                                 | Chiaki Nagai       | 17 stycznia 2021 |
| 3  | That's Why It's Okay Da kara, daijōbu. (だから、大丈夫。)                                      | Ryō Kodama                                    | Takao Yoshioka     | 24 stycznia 2021 |
| 4  | Everybody Loves Somebody Dare mo, dare ka ga suki nanda. (誰も、誰かが好きなんだ。)            | Akihisa Shibata                               | Takao Yoshioka     | 31 stycznia 2021 |
| 5  | I Can't Say It Out Loud Sore wa, ienai koto. (それは、言えないこと。)                          | Yukiko Imai                                   | Sawako Hirabayashi | 7 lutego 2021    |
| 6  | This Summer's Going to Be a Hot One Kotoshi no natsu wa, atsui kara. (今年の夏は、暑いから。)  | Shinobu Sasaki                                | Takao Yoshioka     | 14 lutego 2021   |
| 7  | You're Here, I'm Here Kimi ga ite, boku ga ite. (君がいて、僕がいて。)                         | Yoshiko Okuda                                 | Chiaki Nagai       | 21 lutego 2021   |
| 8  | The Truth Deception Reveals Itsuwaru koto de, mieru mono. (偽ることで、見えるもの。)           | Ryō Kodama                                    | Sawako Hirabayashi | 28 lutego 2021   |
| 9  | It's Hard, but Not Impossible Muzukashii kedo, muri ja nai. (難しいけど、無理じゃない。)       | Tadahito Matsubayashi                         | Takao Yoshioka     | 7 marca 2021     |
| 10 | Until the Snow Melts Itsuka, yuki ga tokeru made. (いつか、雪が溶けるまで。)                   | Yōsuke Yamamoto                               | Sawako Hirabayashi | 14 marca 2021    |
| 11 | It May Seem Like Hate Kirai kirai mo, ura ga aru. (嫌い嫌いも、ウラがある。)                   | Yasuo Ejima                                   | Chiaki Nagai       | 21 marca 2021    |
| 12 | Hitherto, and Forevermore Kore made mo, soshite kore kara mo. (これまでも、そしてこれからも。) | Ryō Kodama, Fumiaki Kataoka, Masashi Ishihama | Chiaki Nagai       | 28 marca 2021    |
| 13 | I Would Gift You the Sky Semete, kono ōzora o. (せめて、この大空を。)                          | Masashi Ishihama                              | Takao Yoshioka     | 4 kwietnia 2021  |

## Powiązane
W 2016 roku wydawnictwo Square Enix opublikowało oficjalny fanbook serii Horimiya.